# Hezilo von Havelberg
Hezilo (lateinisch Hezil; † 26. April nach 1109) war Bischof von Havelberg im Exil von 1096 bis 1109.

## Leben
Über Hezilo gibt es ungewöhnlich viele Informationen im Vergleich mit anderen Havelberger Bischöfen seiner Zeit. Seine Herkunft ist unbekannt, mehrere Erwähnungen im schwäbischen Raum deuten allerdings auf eine Beziehung zu dieser Region.
Hezilo wurde von Erzbischof Hartwig von Magdeburg zum Bischof von Havelberg geweiht, das Jahr ist unbekannt. Er hatte wie auch alle seine Vorgänger seit 983 keinen Zugang zum Bistumsgebiet östlich der Elbe und residierte an einem nicht bekannten Ort im Exil. 1096 wurde Hezilo erstmals bei der Weihe des neuen Klosters Pegau östlich der Saale neben anderen Bischöfen genannt. Vor 1100 weihte er die neue Kirche des Klosters St. Blasien im Schwarzwald mit dem Bischof Gebhard III. von Konstanz.
1102 leitete Hezilo die Bestattung des Erzbischofs Hartwig von Magdeburg, was auf eine hervorgehobene Stellung unter den ostsächsischen Bischöfen weist. 1104 weihte er den Altar St. Pancracii in der Propstei Zürich. 1106 wurde Hezilo auch als Propst des Kollegiatstifts Bibra in Thüringen genannt. 1107 weihte er den neuen Erzbischof Adalgot von Magdeburg, möglicherweise gegen den Willen des Papstes. Um 1108 wurde Hezilo als einer der Absender eines Aufrufs zur Wiederherstellung der Kirche in den slawischen Gebieten östlich der Elbe genannt, dessen Charakter unklar ist.
1109 weihte Hezilo die Kirche St. Leonhard bei Bölsch in der Diözese Strasburg, wo er am 29. September letztmals genannt wurde. Er starb an einem 26. April, wie sein Eintrag im Nekrologium im südschwäbischen Kloster Zwiefalten bezeugt, das Todesjahr ist unbekannt.